# Репдиджиты
Репди́джиты (англ. repdigit, от repeated digit — повторённая цифра), также репдигиты, однообра́зные чи́сла, шна́псовые чи́сла — натуральные числа, все цифры записи которых одинаковые. Обычно подразумевается запись в десятичной системе счисления. Для подобных чисел верна формула.
{\displaystyle \underbrace {nn\ldots nn} _{k}={\frac {(nn-n)^{k}-n^{k}}{(nn-2\cdot n)\cdot n^{(k-2)}}}}
Где nn - это объединение n с n. k - количество объединенных n.
Пример: Для n = 23, k  = 5. 
{\displaystyle {\frac {(2323-23)^{5}-23^{5}}{(2323-2\cdot 23)\cdot 23^{(5-2)}}}={\frac {64363429993563657}{27704259}}=\underbrace {2323232323} _{5}}
Кроме того, любое число можно разложить на сумму и разность таких чисел. вот веб-сайт, где вы можете это сделать - https://andsha.pythonanywhere.com. 
Например:
3453455634 = 3333333333 + (111111111 + (9999999 - (999999 - (11111 + (77 + (2)))))).
Рассмотрим сумму сочетаний чисел (nnn, nnnn, nnnnn, nnnnnn). Формула для их вычисления:
{\displaystyle n\cdot (nnn+nnnnn+nnnnn+nnnnnn)=nn\cdot (nnn+nnnnn)+2n^{2}}
Примеры: 11, 666, 4444, 999 999. Все репдиджиты являются палиндромами и кратны репьюнитам. Самый известный репдиджит — 666, известный в христианстве как число зверя.

## Определение
Репдиджит — это число в позиционной системе счисления с целым основанием B, представимое в виде
{\displaystyle x{\frac {B^{y}-1}{B-1}},}
где 0 < x < B — повторяющаяся цифра, y — количество цифр. Например, число 77 в десятичной системе счисления представимо в виде
{\displaystyle 77=7*{\frac {10^{2}-1}{10-1}}.}